# Marais Viljoen

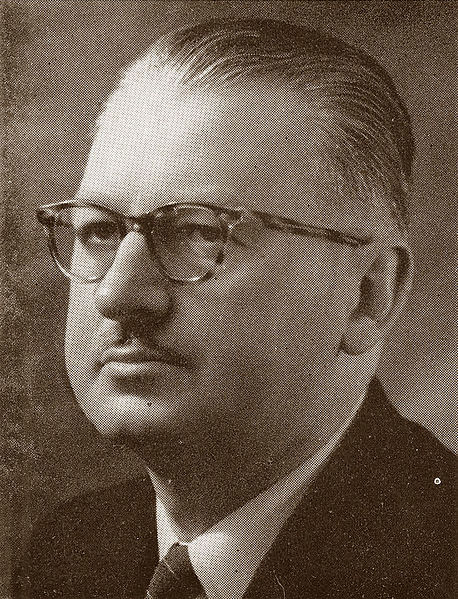
Marais Viljoen, 1960.

Marais Viljoen, född 2 december 1915 i Robertson, Västra Kapprovinsen, död 4 januari 2007 i Pretoria, var en sydafrikansk politiker (nationalistpartiet). Som ordförande i landets senat blev han tillförordnad president under en kort period 1978 då den sittande Nicolaas Johannes Diederichs avlidit, men tvingades avstå posten till den just avgångne premiärministern B J Vorster. Sedan Vorster tvingats avgå som följd av en korruptionsskandal valdes Viljoen till president för en sjuårsperiod 1979 men tvingades avgå som del av en serie författningsändringar 1984. Han var den siste sydafrikanske presidenten med endast ceremoniell makt: efter den nya grundlag som trädde i kraft 1984 blev presidenten stats- och regeringschef med exekutiva maktbefogenheter. Viljoen var en moderat medlem av nationalistpartiet. Han erhöll vid sin död en statsbegravning och var till 2009 Sydafrikas mest långlivade president. Efter Thabo Mbeki och Jacobus Johannes Fouché är han även den mest långvarige i ämbetet med två mandatperioder om sammanlagt nästan sex år.